# Vesqui Nord
Vesqui Nord est une fortification faisant partie de la ligne Maginot se trouvant sur la commune de Roquebrune-Cap-Martin, dans le département des Alpes-Maritimes.
Il s'agit d'une petite casemate en béton armé qui avait pour but d'arrêter une infiltration des troupes italiennes venant de Menton le long de la route littorale, ainsi que de renforcer la ligne de résistance entre les ouvrages de Cap-Martin et de Roquebrune. Construite en 1939 par la main-d'œuvre militaire (MOM) encadrée par les officiers du génie du 15e corps d'armée, elle n'a pas vraiment servi lors des combats de juin 1940.

## Description
La casemate est composée d'un seul petit bloc de combat, du type SFAM respectant les standards STG (la dalle d'un mètre et demi de béton est censée résister à un obus de 150 mm), tirant en flanquement vers le nord-ouest, c'est-à-dire vers la route littorale et vers l'ouvrage de Roquebrune. En 1939-1940, le quartier n'était pas encore couvert de maisons et le champ de tir était dégagé. La casemate voisine du même modèle, Vesqui Sud, tirant vers l'ouvrage de Cap-Martin, se trouve 175 mètres au sud-est.
Vesqui Nord porte le numéro O 4 selon la numérotation du plan d'ensemble d'avant-guerre qui compte du sud vers le nord (le no 40 correspondant à la casemate d'Abélièra près de l'ouvrage de Rimplas) ou C 25 selon l'inventaire de 1945 qui compte du nord vers le sud.

### Armement
- Un créneau pour une mitrailleuse (Hotchkiss modèle 1914) sur le côté nord ;
- un créneau pour un fusil-mitrailleur (MAC modèle 1924/1929) à côté de la porte blindée, sur le côté ouest ;
- une goulotte lance-grenades (pour la protection rapprochée de la casemate).

### État actuel
La casemate se trouve actuellement dans une propriété privée ; elle n'est pas visible de l'avenue du Val-de-Vesqui car elle est intégrée en partie dans le garage en sous-sol d'une villa construite postérieurement et en partie sous la terrasse.